# Фонтани
Фонта́ни (до 1948 року — Ягмурча́, крим. Yağmurça) — село Сімферопольського району Автономної Республіки Крим.
Входить до складу Чистенської сільської ради.
Не плутати з сусіднім районом Сімферополя Яни Бор-Чокрак (Фонтани).

## Назва
Можливо, назва пов'язана з тим, що ці землі, колись належали братові Менґлі I Ґерая — калге-султану Криму Ямгурчі беку.

## Опис
Відстань від райцентру до населеного пункта становить 6 кілометрів по прямій.
Висота центру села над рівнем моря 359 м.
Село поділяється на Верхню та Нижню Ягмурчу (Фонтани) та Сувук-Дере (на захід від Севастопольського шосе).
За данними сільради на 2009 рік, площа, яку займає село становить 364 гектари, на якій у 600 дворах було 2201 мешканця.
В селі знаходиться кінцева зупинка сімферопольської маршрутки № 78.

## Історія
Перша документальна згадка села зустрічається в донесенні московського гінця Айтемірєва від 1692 року, згідно з яким Шагін-Ґерай, син бувшого калгою при Мурад-Ґераї Тохтамиш-Ґерая, живе в селі Янгурчу.
18 травня 1948 року Указом Президії Верховної Ради РРФСР Ягмурці Нижні були перейменовані на Нижні Фонтани, а Ягмурці Верхні на Верхні Фонтани.
8 вересня 1958 року Рішенням Кримоблвиконкому № 834 Верхні Фонтани та Нижні Фонтани були об'єднані.
Будуються мечеть Курбан кой Джамісі та мечеть «Сувук-Дере».

## Населення
Згідно з переписом УРСР 1989 року чисельність наявного населення села становила 385 осіб, з яких 179 чоловіків та 206 жінок.
За переписом населення України 2001 року в селі мешкало 1887 осіб.

### Мова
Розподіл населення за рідною мовою за даними перепису 2001 року:
| Мова              | Відсоток |
| ----------------- | -------- |
| кримськотатарська | 81,70 %  |
| російська         | 16,39 %  |
| українська        | 0,74 %   |
| болгарська        | 0,11 %   |
| білоруська        | 0,05 %   |
| вірменська        | 0,05 %   |
| інші              | 0,96 %   |